# Tschetnik

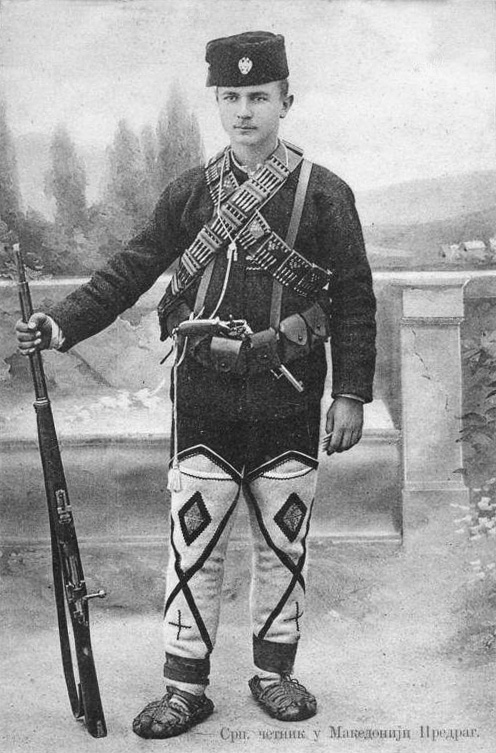
Serbischer Tschetnik in Makedonien (vor 1918)

Tschetnik bezeichnet ursprünglich einen irregulären unbesoldeten Kämpfer, seit der zweiten Hälfte des 19. Jahrhunderts vor allem einen christlichen Freischärler, der im makedonischen und bulgarischen Raum einen Kleinkrieg gegen die osmanische Herrschaft führte. Er organisierte sich in kleinen Gruppen, Tscheta genannt, die unter der Führung eines „Vojvoden“ standen. Seine Entsprechung im griechischen Raum war der Andartis.

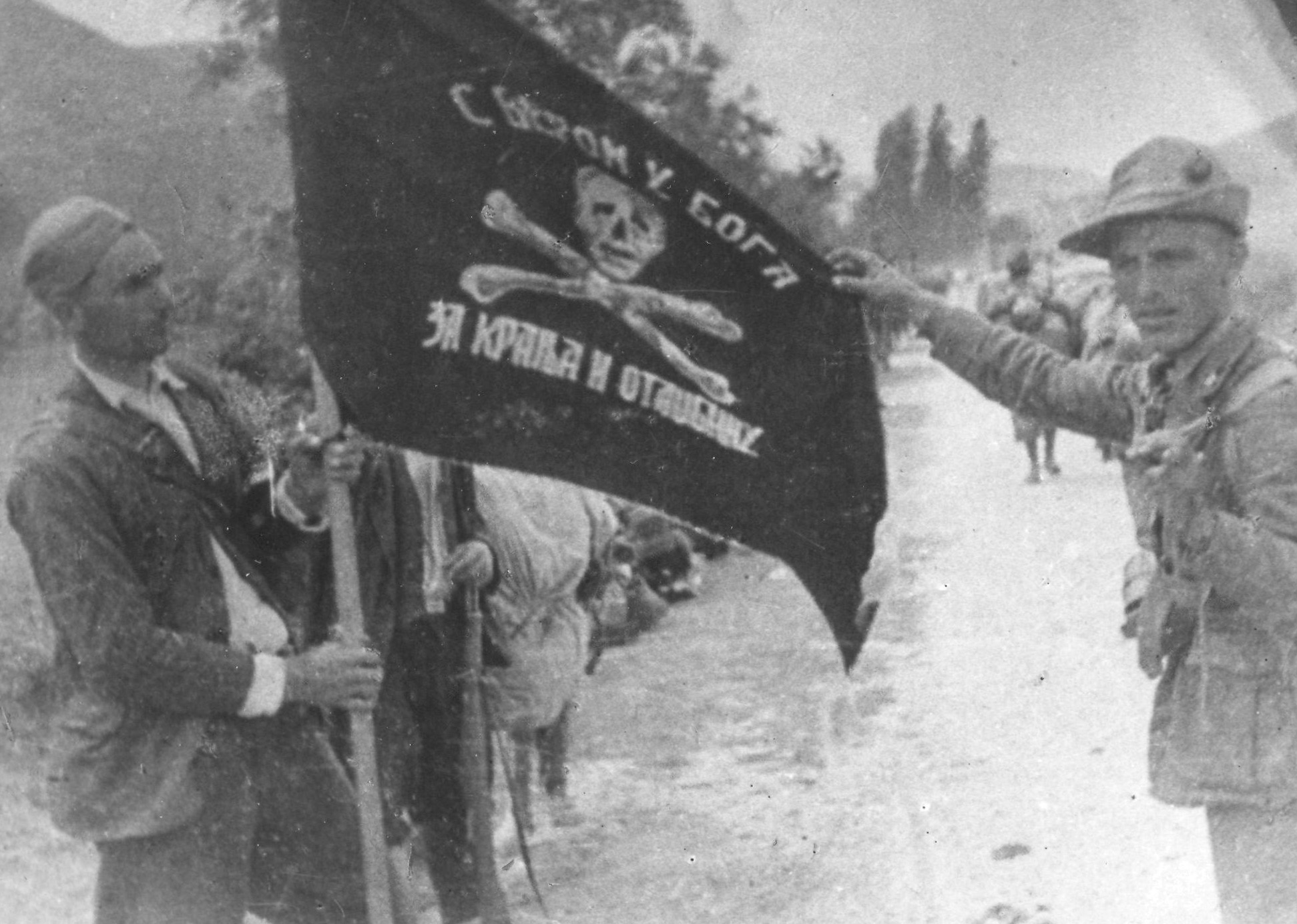
Ein Tschetnik (links, mit Šajkača) und ein italienischer Gebirgsjäger präsentieren eine typische Tschetnik-Truppenfahne während einer gemeinsamen Aktion im besetzten Jugoslawien (um 1942/1943).

Die heutige Bedeutung der Selbstbezeichnung wurde im Zweiten Weltkrieg von der deutschen Besatzungsmacht in Jugoslawien als Sammelbegriff für die Angehörigen von nationalistischen und antikommunistischen serbischen bzw. montenegrinischen Milizen geprägt. Darunter fiel auch die Jugoslawische Armee im Vaterland, die während des Zweiten Weltkrieges aus Tschetniktruppen bestehend unter der Führung von Dragoljub Draža Mihailović für die Wiedererrichtung des Königreichs Jugoslawien und die Errichtung eines Großjugoslawien samt einem Großserbien kämpften.
Der kroatische Historiker Vladimir Žerjavić schätzt, dass die Tschetniks während des Zweiten Weltkrieges etwa 29.000 Bosniaken und 18.000 Kroaten (vorwiegend Zivilisten) ermordet haben. Der Historiker Zdravko Dizdar schätzt, dass insgesamt etwa 50.000 Muslime und Kroaten ermordet wurden.

## Begriff
Der Begriff stammt von dem polnischen Wort ochotnik für Freiwilliger ab. Im Tschechischen wiederum ist četnik die offizielle Bezeichnung für einen Gendarmen. Ins Serbische wurde es von Matija Ban 1848 in seinem Handbuch zur Freiwilligen-Kriegsführung in Anlehnung an polnische Freiwillige (Pravila o četničkoj vojni. Protolmačio iz poljskoga sa nekim promenama, izmetcima i dodatcima Matija Ban) eingeführt. In diesem Jahr wagten die Ungarn einen Aufstand gegen das Kaisertum Österreich, was wiederum zum serbischen Aufstand gegen Ungarn in der heutigen Vojvodina führte, unterstützt durch Grenztruppen aus der Militärgrenze und Freiwilligen aus dem Fürstentum Serbien.

## Entstehung im Osmanischen Reich

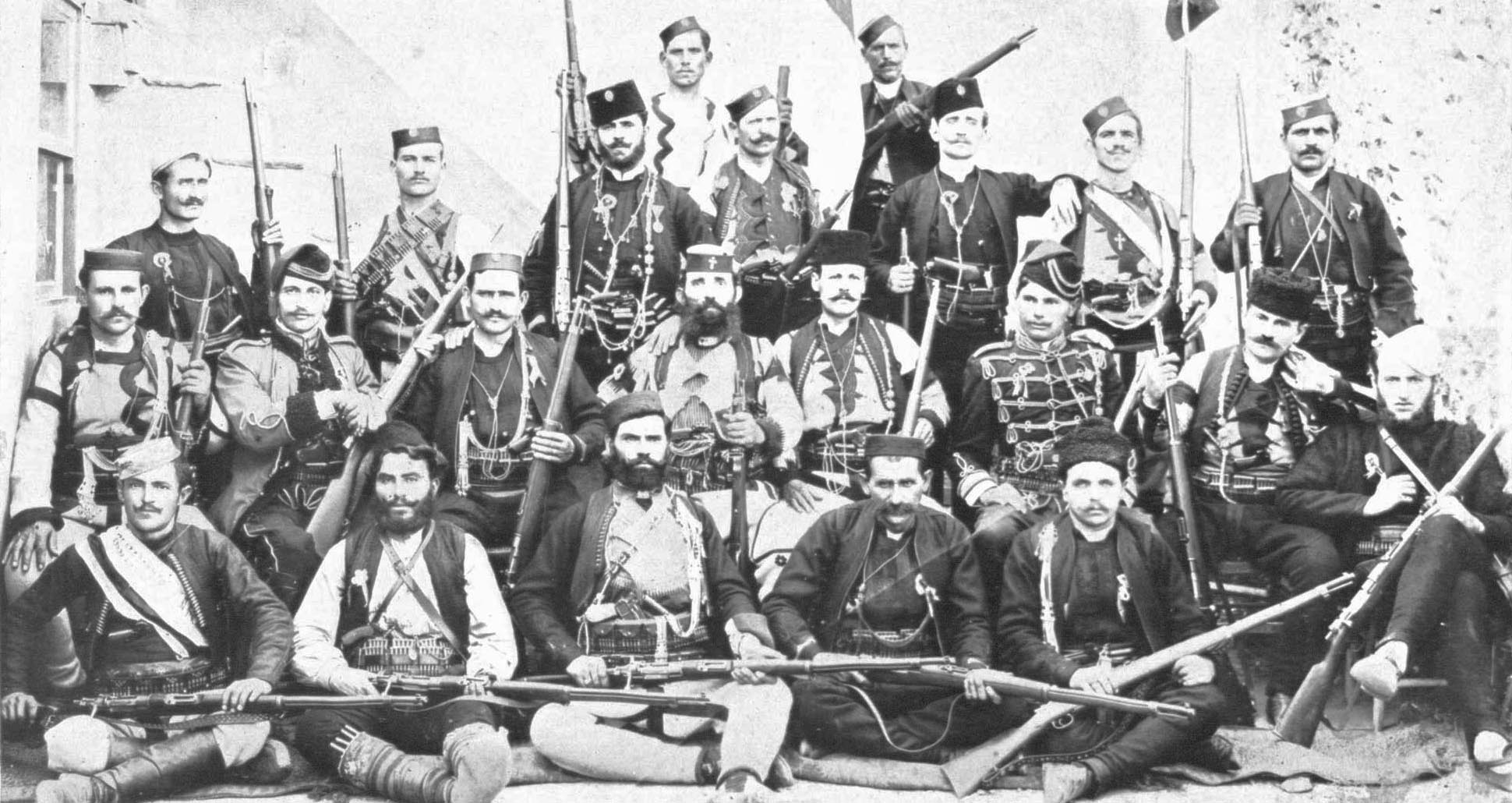
Die wichtigsten serbischen Tschetnik-Wojwoden während der Jungtürkischen Revolution (Juli 1908).

Die Tschetniks entstanden aus der Tradition der Hajduken. In der zweiten Hälfte des 19. Jahrhunderts schlossen sich auf der vom Osmanischen Reich beherrschten Balkanhalbinsel Freiwillige zu kleinen Kampfgruppen zusammen. Die beweglichen Tschetnik-Gruppen überfielen Vertreter der osmanischen Herrschaft und organisierten Aufstände unter der christlichen Bevölkerung.

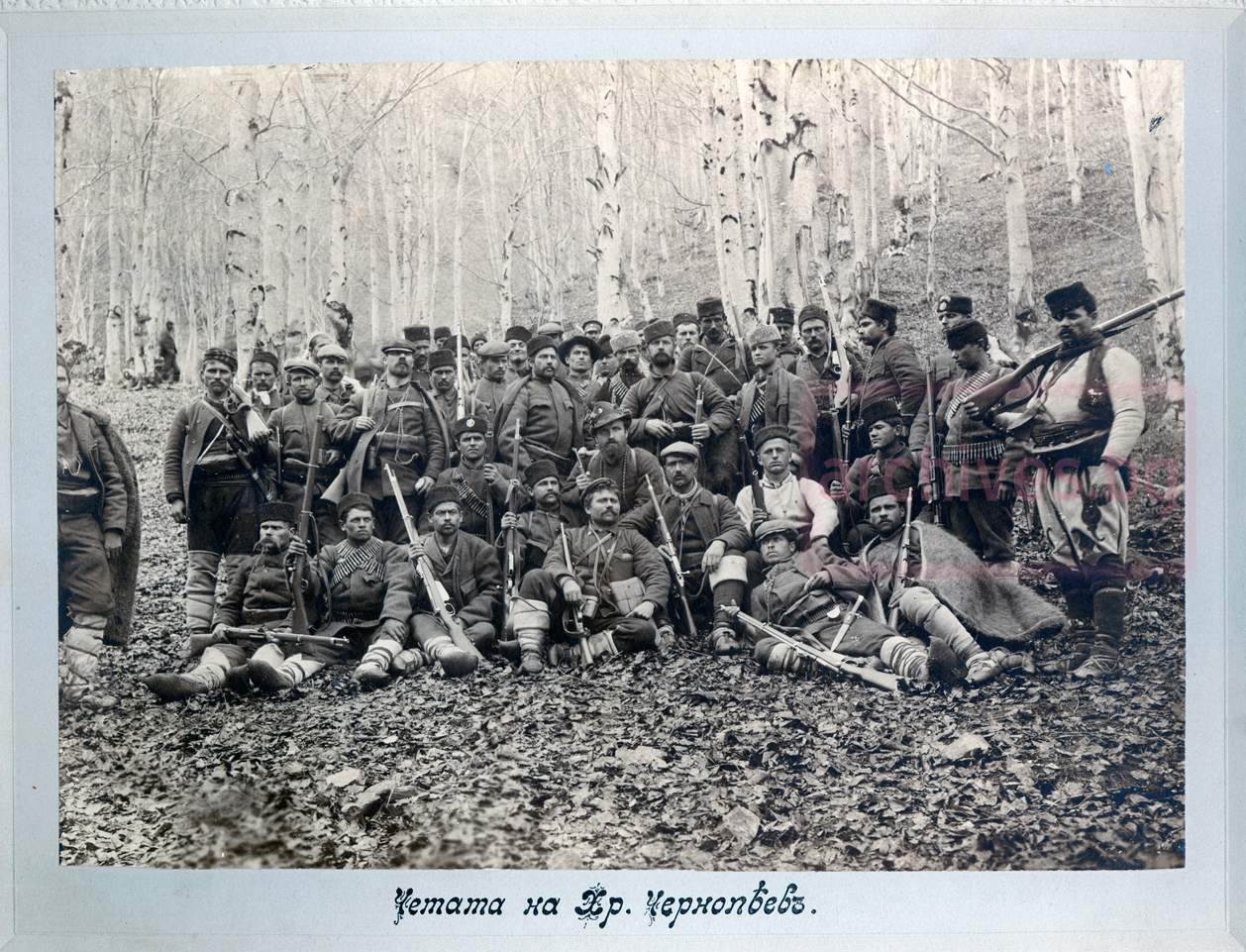
Bulgarische Tschetniks während des Ilinden-Aufstandes (1903).

In den bulgarischen Gebieten des Osmanischen Reichs nahmen die Tschetniks eine zentrale Rolle in dem von Georgi Rakowski 1862 verfassten „Plan für die Befreiung Bulgariens“ ein. Während der Balkankrise in den Jahren 1875 bis 1878 waren vor allem bulgarische, griechische und serbische Freischärler aktiv. Bulgarische Tschetniks nahmen vor allem während des Bulgarischen Aprilaufstandes von 1876 und des Ilinden-Aufstandes eine besondere Stellung ein.

## Balkankriege
Nach der Beendigung der Balkankrise durch den Berliner Kongress konzentrierten sich die Tschetniks auf Makedonien und Thrakien (siehe Komitadschi, Innere Makedonisch-Adrianopeler Revolutionäre Organisation, IMORO). Dort beteiligten sich die Tschetniks vor und während der Balkankriege von 1912 und 1913 an Kampfhandlungen gegen die Osmanen. Indessen machte der steigende Nationalismus serbische, bulgarische, makedonische und griechische Freischärler immer mehr zu erbitterten Gegnern. Die Tschetniks verübten gemeinsam mit regulären Truppen der serbischen Armee Kriegsverbrechen an der albanischstämmigen Bevölkerung in den Regionen Nordmazedonien, Nordalbanien und dem Kosovo. Rund 25.000 Menschen fielen damals zum Opfer. Die Zahlen und Taten wurden damals in dem Carnegie-Bericht der Internationalen Kommission zur Untersuchung der Ursachen und des Verhaltens der Balkankriege dokumentiert. Der Journalist Leo Freundlich veröffentlichte hierüber das Buch "Albaniens Golgatha: Anklageakten gegen die Vernichter des Albanervolkes".

## Erster Weltkrieg

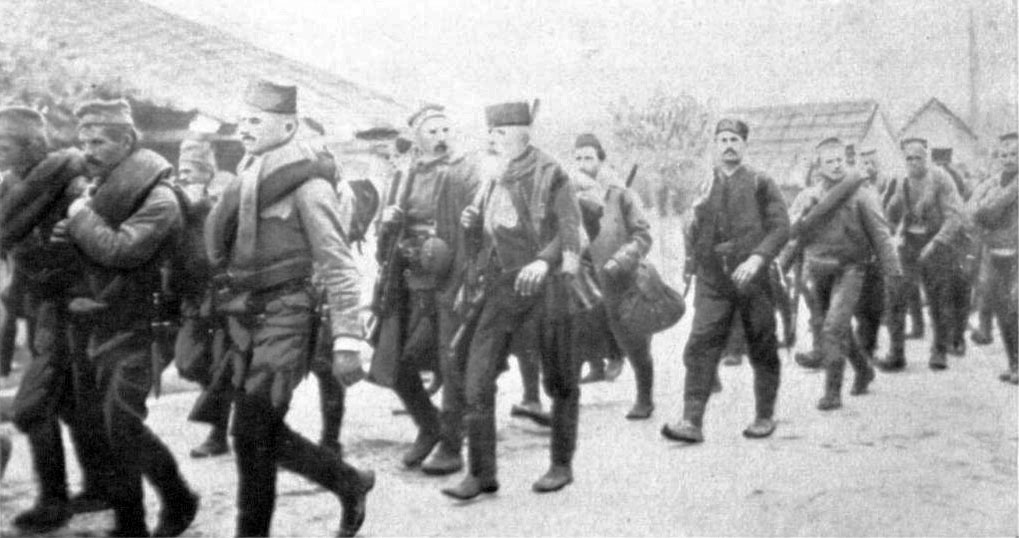
Tschetnik-Einheiten auf dem Marsch (1914).

1886 erkannte der serbische König Milan I. Obrenović die Tschetniks als Miliz an. Im Ersten Weltkrieg bildeten Tschetniks Aufklärungs- und Guerillatruppen im von den Mittelmächten besetzten Serbien. Nach dem Ersten Weltkrieg blieben sie als Miliz im neu gegründeten Königreich Jugoslawien aktiv und pflegten ihre Traditionen. Auch in Bulgarien bildeten sich Traditionsvereinigungen. Im Jahr 1938 waren rund 1.000 Tschetnik-Organisationen mit etwa 50.000 Mitgliedern in Jugoslawien registriert.

## Zwischenkriegszeit
Am 28. Juni 1928 ermordete ein extremistischer Tschetnik-Aktivist fünf Mitglieder der oppositionell-autonomistischen Kroatischen Bauernpartei. Auch wichtigste kroatische Politiker der 1920er-Jahre und HSS-Parteigründer, Stjepan Radić, war unter den Mordopfern.

## Zweiter Weltkrieg

### Gründung der Ravna-Gora-Bewegung
Dragoljub Draža Mihailović, ein serbischer Generalstabsoffizier der jugoslawischen Armee in Bosnien, zog sich beim Überfall der deutschen Wehrmacht auf Jugoslawien am 17. April 1941 mit einer kleinen motorisierten Einheit von Bosnien nach Serbien zurück, wobei er einige Male mit Ustascha-Truppen und bosnischen Banden zusammenstieß. Am 29. April 1941 überquerte er mit seinen Einheiten den Fluss Drina. In Serbien angekommen, vernahm er Gerüchte über einen großen Aufstand serbischer Offiziere, die sich im Gebiet um Kopaonik aufhielten, und begab sich dorthin. Auf dem Weg nach Zentralserbien wurde Mihailovićs Einheit am 6. Mai 1941 bei Užice in Kämpfe mit einer deutschen Einheit verwickelt und dabei fast aufgerieben. Am 10. Mai 1941 erreichte Mihailović mit nur 34 Offizieren und Soldaten, dezimiert und erschöpft, das Gebirgsplateau Ravna Gora in Zentralserbien.
Nach der Ankunft in Ravna Gora versuchte Mihailović, mit anderen Offizieren Kontakt aufzunehmen und das Volk für sich zu gewinnen, um an Nahrung und Geld zu gelangen. Mit der Unterstützung von zahlreichen Gendarmen und Polizisten, die der kollaborationistischen Aćimović-Regierung in Belgrad den Gehorsam verweigerten, gelang dies auch. In den darauf folgenden Wochen strömten Soldaten und Offiziere aus Belgrad nach Ravna Gora, was das Versorgungsproblem verschärfte. Bis zum Herbst 1941 wuchs die Ravna-Gora-Bewegung auf rund 3000–4000 Mann an.

Tschetnik-Truppenfahne

Nach einem serbisch-orthodoxen Brauch sollten sich männliche Familienmitglieder nach dem Tod eines Angehörigen 40 Tage lang nicht rasieren. In Anlehnung daran trugen manche Tschetniks lange Bärte und drückten damit ihre Trauer um das verlorene und besetzte serbische Königreich aus. Im Kampf führten Tschetnik-Verbände eine Totenkopf-Fahne, die den Feind abschrecken sollte.
Als Monarchisten und serbische Nationalisten strebten die Tschetniks von Mihailović die Restauration des früheren jugoslawischen Königreichs, die Bildung eines Großjugoslawien und eines darin enthaltenen ethnisch reinen Großserbien an. Mihailović verfolgte zunächst eine Strategie des Abwartens und vermied es, sich zu früh in eine offene militärische Auseinandersetzung mit den Deutschen zu begeben. Er wollte zuerst die Bewegung auf eine breitere Basis stellen und die in vielen Teilen des ehemaligen Jugoslawiens wegen des Terrors der Besatzer und ihrer Helfer entstandenen führerlosen und großteils unpolitischen Tschetnik-Banden in seine Organisation eingliedern, um sich auf die Nachkriegszeit vorzubereiten. Der 1941 begonnene Überfall des Dritten Reiches auf die Sowjetunion weckte bei vielen Serben Hoffnungen auf einen schnellen Sieg der Sowjetunion und ein baldiges Kriegsende. Mihailović war daher bestrebt, Verluste und „Sühnemaßnahmen“ gegenüber Zivilisten zu vermeiden, auch in Hinblick auf die Erfahrungen Serbiens im Ersten Weltkrieg, bei dem rund ein Fünftel der Bevölkerung ums Leben kam. Mihailović gab daher den Deutschen und Tito im Frühsommer 1941 zu verstehen, dass er den „kommunistischen Terror“ missbilligte und von ihm vorerst keine Aktionen gegen die Besatzer zu erwarten seien. Über Mittelsmänner nahm er Verbindung mit der kommissarischen Regierung Aćimović in Belgrad auf und bat den kollaborationistischen Führer der serbischen Faschisten, Dimitrije Ljotić, um Namen von zahlungskräftigen Personen, die als Spender in Frage kämen. Das deutsche Besatzungskommando ließ während des Sommers 1941 keine Anstalten erkennen, Mihailović zu bekämpfen, und ermutigte die Regierung Aćimović, einen Kompromiss zu erzielen.
Im September empfing Mihailović über einen Agenten Instruktionen der Exilregierung Simović. Diese deckten sich weitgehend mit seiner Einschätzung, dass seine Zeit nach der Niederlage der deutschen Armee kommen würde. Die Regierung trug ihm auf, vorerst für die Sicherheit und Ordnung im Land zu sorgen und gegen Räuber und Plünderer vorzugehen. Im Anschluss daran wurde in Belgrad der politische Arm der Tschetnik-Bewegung, das „Zentrale Nationalkomitee“ (serb. Centralni Nacionalni Komitet), gegründet, dessen Mitglieder Monarchisten wie Republikaner, Konservative, Sozialisten und Anhänger der Bauernpartei waren (die Heterogenität der Parteien erschwerte eine klare, gemeinsame Parteilinie). Eine offizielle Anerkennung Mihailovićs als Führer des restjugoslawischen Militärs blieb jedoch vorerst aus, was häufig Anlass für zahlreiche Machtkämpfe, Eigenmächtigkeiten und Gehorsamsverweigerungen gab. Es wurde daher für Mihailović zunehmend schwieriger, seine Autorität über die verschiedenen Tschetnik-Splittergruppen zu behaupten. Ein Teil der Offiziere drängte auf tatkräftigen Widerstand gegen die Besatzer und arbeitete offen mit den Partisanen zusammen, allen voran der Sohn des Attentäters Puniša Račić, Artilleriehauptmann Dragoslav Račić, der den Kern des deutschlandfeindlichen Offiziers-Flügels vertrat. Račić stellte nicht zuletzt wegen seines wallenden Bartes und seiner bäuerlichen Kleidung einen Archetypus des serbischen Tschetniks dar. Seine 1500 Mann starke Einheit nahm im September und Oktober 1941 an mehreren erfolgreichen Angriffen der Partisanen auf deutsche Stützpunkte teil. Račić wurde später jedoch zu einem erbitterten Gegner der Kommunisten.
Der Anfang Juli in Westserbien entbrannte Volksaufstand zwang viele von Mihailovićs Offizieren, Farbe zu bekennen. Außer Račićs Truppen kämpften auch einige Tschetnik-Gruppen in Valjevo unter der Führung des serbisch-orthodoxen Priesters Vladimir Zečević Anfang September 1941 gemeinsam mit den Partisanen gegen die Besatzer. Der wegen seines Ranges mit Mihailović konkurrierende Artilleriegeneral Ljubomir Novaković verbreitete Mitte September 1941 über einen Radiosender in der Šumadija deutschlandfeindliche Propaganda und rief das Volk zum Widerstand auf. Novaković wurde jedoch Ende September 1941 durch seine militärische Inkompetenz kompromittiert, als er bei Aranđelovac mit rund 3.000 mehrheitlich mit Sensen und Heugabeln bewaffneten Bauern einen deutschen Stützpunkt stürmte, wobei viele Angreifer getötet wurden. Diese Ereignisse ließen bei den deutschen Befehlshabern in Belgrad den Eindruck entstehen, dass Mihailovićs Tschetniks den Deutschen im Grunde feindlich gesinnt seien und eine Affinität zur Zusammenarbeit mit Titos Partisanen demonstrierten. Irrtümlich schrieben sie auch manche Aktionen der Kommunisten Mihailović und seinen „großserbischen“ Offizieren zu.
Hinzu kam, dass Mihailovićs Tschetniks nicht die einzigen waren: die „offizielle“ Tschetnik-Miliz des Königreiches Jugoslawien unterstand seit 1932 dem Präsidenten des national-konservativen Tschetnik-Veteranenvereins, Kosta Pećanac. Dieser aus den Balkankriegen hervorgegangene traditionelle Tschetnik-Verband zählte 1938 etwa 1.000 Sektionen mit insgesamt 500.000 Mitgliedern und stellte die größte Tschetnik-Fraktion in Serbien dar. Pećanac entschloss sich auf deutschen Druck hin sehr früh für die Zusammenarbeit und ignorierte Mihailovićs Appell vom 15. August 1941, sich der Ravna-Gora-Bewegung anzuschließen. Pećanac zeichnete sich durch eine große Feindseligkeit gegenüber den Kommunisten aus und wurde daher zur Niederschlagung von Aufständen von Partisanen in Südserbien eingesetzt. Seine Einheiten kämpften auch in Kosovo i Metohija sowie dem Sandžak gegen albanisch-faschistische Milizen (Balli Kombëtar), wo sie sich mit kompromissloser Grausamkeit und brutalem Terror gegenüber den albanischen Muslimen hervortaten, was viele antifaschistische Albaner dazu bewog, in die multinationalen und ethnisch toleranteren jugoslawischen Partisanen einzutreten. Wegen Unzuverlässigkeit und nicht zuletzt wegen des großen Misstrauens, das die deutschen Militärbefehlshaber den serbischen Tschetnik-Führern im Allgemeinen entgegenbrachten, wurde Pećanac’ rund 8.000 Mann starke Einheit aufgelöst, er selbst wurde 1944 von Mihailovićs JVUO gefangen genommen, wegen Hochverrats zum Tode verurteilt und in der serbischen Stadt Sokobanja hingerichtet.
Die größten Unterstützer und bereitwilligsten Kollaborateure der Besatzer in Serbien stellte die faschistische „ZBOR-Bewegung“ unter der Führung des Krankenpflegers Dimitrije Ljotić. Die Zbor-Bewegung wurde vor dem Krieg in Anlehnung an die NSDAP und Mussolinis Nationaler Faschistischer Partei gegründet. Ähnlich wie Ante Pavelićs Ustaša-Partei wies sie eine Nähe zum Christentum auf, bekannte sich jedoch zu dessen serbisch-orthodoxer Variante. Die ZBOR-Bewegung forderte die Abschaffung der Demokratie und die Errichtung eines autoritären Ständestaates. Während sie vor dem Krieg keine nennenswerte politische Mehrheit im jugoslawischen Parlament errang, stieg ihr Einfluss nach der deutschen Besatzung beträchtlich. Sie verschrieb sich dem Kampf gegen Juden, Freimaurerei, Kommunisten und den westlichen Kapitalismus und unterstellte sich dem Kommando der Wehrmacht. Das „Serbische Freiwilligenkorps“ (serb.: Srpski Dobrovoljački Korpus) der ZBOR-Bewegung hatte eine Stärke von rund 3000–4000 Mann und wurde vom ehemaligen jugoslawischen und österreich-ungarischen Offizier Kosta Mušicki kommandiert. Aufgrund ihrer relativ geringen Zahl betätigten sich Mitglieder der Bewegung vorwiegend als Übersetzer, Informanten und Berater der Besatzungsmacht, einige Male auch als Vermittler zwischen Mihailović und den Besatzern. Militärisch waren sie weniger bedeutend, sie kämpften sporadisch mit Wehrmacht-Verbänden gegen andere Tschetnik-Gruppen und seltener gegen serbische Kommunisten. Die ZBOR-Bewegung blieb dem Nationalsozialismus über das Kriegsende hinaus treu und forderte die Fortführung des Kampfes in Form eines Guerilla-Krieges.

### Tschetniks anderer Nationalitäten

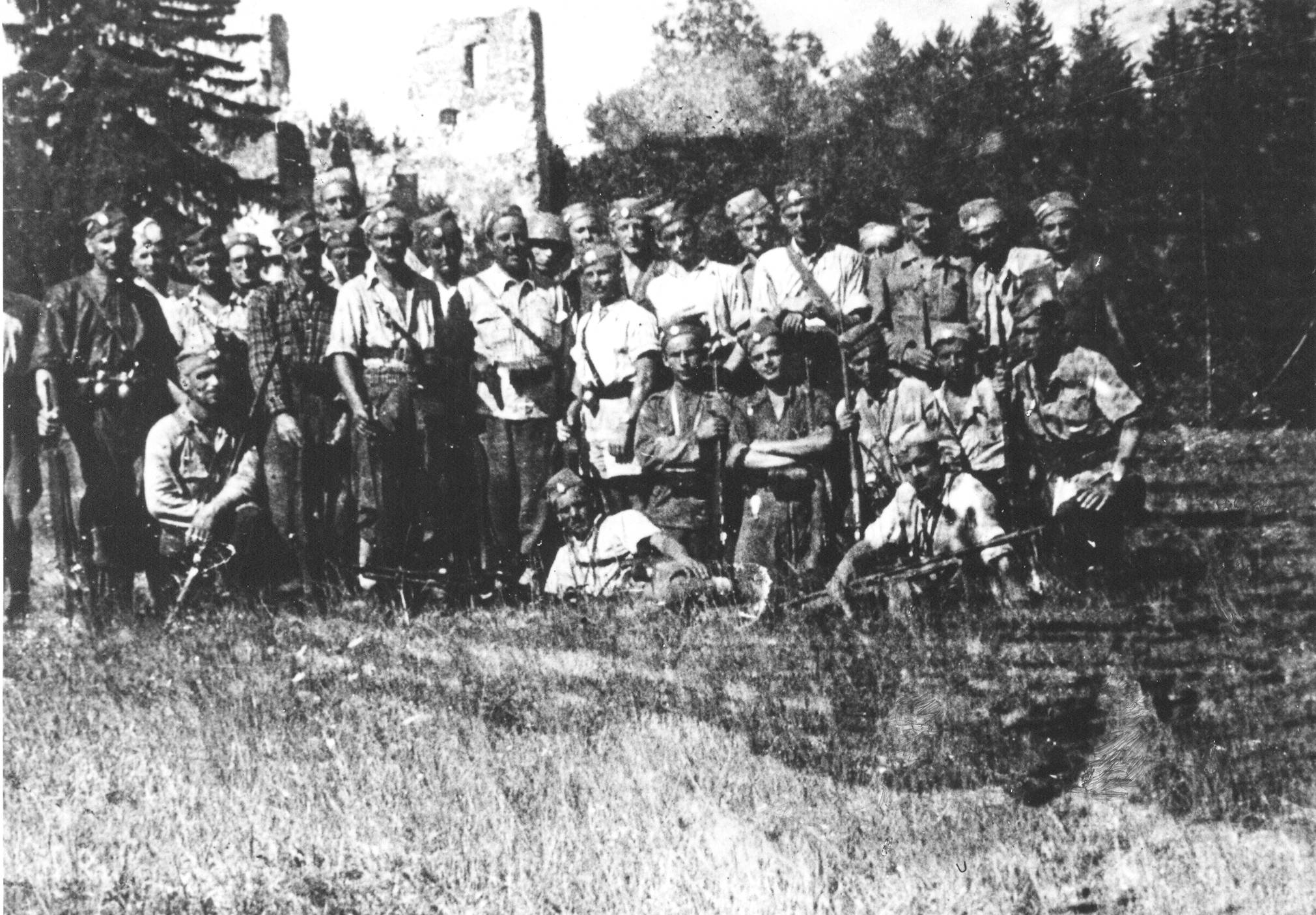
Slowenische Tschetniks („Blaugardisten“), der sogenannten „Jugoslawischen Armee im Vaterland“ unter dem Kommando von Karl Novak bei Dolenjska (Frühjahr 1943)

Mihailovićs Tschetniks gehörten auch Slowenen, und in geringer Zahl Kroaten an, die für ein monarchistisches Jugoslawien kämpften. Beispielsweise waren der slowenische Historiker Uroš Šušterič und seine Verwandten in der Führungsriege der JVUO. Auch der jugoslawische und slowenische Ökonom Aleksander Bajt gestand 1999 in seinem Buch „Bermans Dossier“, während des Zweiten Weltkrieges Tschetnik-Sympathisant gewesen zu sein, er habe in Rom unter dem Decknamen „Berman“ als Geheimdienstler für Mihailovićs JVUO gearbeitet. Bajts Darstellung der Tschetniks wurde von Kritikern als verherrlichend empfunden und sorgte in Slowenien für große öffentliche Empörung, weil sie die herrschende Meinung, dass die großserbische Tschetnik-Ideologie die wahre Ursache für den Balkankonflikt sei, in Frage stellte.
Daneben gab es auch in Montenegro eine aktive Tschetnik-Bewegung, die unter der Führung von Pavle Đurišić stand und eng mit Mihailovićs Tschetniks zusammenarbeitete.

### Widerstand gegen die Besatzer (1941)
Die seit 1921 verbotene und im Untergrund operierende Kommunistische Partei Jugoslawiens zählte Anfang 1941 insgesamt nur etwa 8.000 Mitglieder. Zwischen April und Juni 1941 traten ihr jedoch etwa 4.000 neue Mitglieder bei. Die Verbreitung der KPJ war in „Rumpfserbien“ vergleichsweise gering, sie hatte dort nur 2.000 Mitglieder, davon 600 in Belgrad und dessen Umgebung.
Am 1. Juli 1941 erging eine Anweisung der Komintern an die KPJ, Partisanenverbände zu gründen und Kampfhandlungen und Sabotageakte gegen die Besatzer vorzunehmen. In Folge fand am 4. Juli 1941 in Belgrad eine Sitzung des „Hauptstabs der Volksbefreierischen Partisanenverbände Jugoslawiens“ (Glavni Štab Narodnooslobodilačkih Partizanskih Odreda Jugoslavije) unter dem Vorsitz von Josip Broz Tito (Kroate), Edvard Kardelj (Slowene), Ivan Milutinović (Montenegriner), Aleksandar Ranković (Serbe) und Svetozar Vukmanović-Tempo (Montenegriner) statt, bei dem die KPJ den bewaffneten Kampf gegen die Besatzer beschloss. Vlado Popović sollte den Widerstand in Kroatien organisieren, Edvard Kardelj in Slowenien. Svetozar Vukmanović-Tempo wurde nach Bosnien gesandt, Milovan Đilas nach Montenegro. Dem Obersten Stab und der Führung der KPJ in Jugoslawien gehörten weiters Ivo-Lola Ribar (Kroate), Moša Pijade (Serbe/Jude) und Arso Jovanović (Montenegriner) an, außerdem der serbisch-orthodoxe Priester Vladimir Zečević, der von der Mitwirkung an Entscheidungen des Stabs ausgeschlossen war.
Die Strategie der Kommunisten bestand darin, in den Dörfern und Industriegebieten Zentralserbiens Anhänger zu gewinnen und für den bewaffneten Widerstand zu motivieren, wobei sie vor der Ermordung politisch andersdenkender „konterrevolutionärer Elemente“ nicht zurückschreckten. Außerdem gelang es der KPJ, die wegen des Völkermordes der Ustascha in Kroatien und Bosnien-Herzegowina hereinströmenden serbischen Flüchtlinge zu radikalisieren. Auch die rücksichtslosen Vergeltungsmaßnahmen der deutschen Besatzer gegen Zivilisten trieben die Menschen in Scharen zu den Partisanen. Ein Bericht des deutschen Verwaltungsstabes in Belgrad vom 23. Juli 1941 schildert die Lage wie folgt:
„In den Bergen Serbiens befinden sich die zum Teil traditionsreichen Komitatschi-Banden, die sogenannten Cetnici, die bei dem bekannten Hang des serbischen Volkes zu einer abenteuerlichen Romantik eine große Volkstümlichkeit besitzen. Sie waren in den Monaten nach dem Kriege durch geflüchtete Offiziere und Soldaten verstärkt worden. Ihr Dasein war zwar für europäische Begriffe der öffentlichen Ordnung und Sicherheit ein beunruhigender Zustand; sie vermieden aber peinlichst jede Art von Zusammenstoß mit der deutschen Wehrmacht und bezeichneten als ihre Aufgabe in erster Linie die Bekämpfung des kroatischen Terrors. Mit falschen Parolen haben nun kommunistische Funktionäre vermocht, sich der Führung eines Großteils dieser Banden zu bemächtigen.“ (Lit.: Schmider, 2002, S. 57.)
Die Partisanen vermieden anfangs die direkte Konfrontation mit den kleinen aber gut bewaffneten Wehrmacht-Verbänden in Serbien. Ihre Kampfhandlungen richteten sich im Juli 1941 vorwiegend gegen serbische Gendarmen und Einrichtungen der Kollaborationsregierung Aćimović. Begünstigt durch den Umstand, dass die deutsche Militärverwaltung außerhalb der größeren Städte kaum Einfluss ausübte, konnten die Kommunisten bis August 1941 in Serbien schnell Fuß fassen und eine flexible und schlagkräftige Organisation aufbauen. Die fluchtartige Verlegung der am Angriff auf Jugoslawien beteiligten deutschen Infanteriedivisionen in die Sowjetunion erweckte auch bei den Kommunisten die Hoffnung, dass der Krieg nicht mehr lange andauern werde.
Am 10. August 1941 erging ein Befehl, mit dem Nichtkommunisten die Aufnahme in die kommunistischen Kampfverbände (odreds) erlaubt wurde. Der Volksaufstand dehnte sich auf ganz Westserbien aus. Am 11. August 1941 erteilte der Befehlshaber Serbien, General der Flieger Heinrich Danckelmann, General der Artillerie Paul Bader den Befehl zur „sofortigen Aufnahme des Angriffskampfes gegen die kommunistischen Terrorbanden“. Die Gendarmerie Aćimovićs und die Wehrmacht zeigten sich angesichts des ausgedehnten Aufstandes machtlos und hatten ihm zunächst wenig entgegenzusetzen. Ihre Hilflosigkeit entlud sich in unkontrollierten „Sühnemaßnahmen“, bei denen bis Ende August 1941 rund 1.000 Personen wahllos getötet wurden.
Ende August 1941 errichteten die jugoslawischen Kommunisten ein „befreites Gebiet“ im Nordosten Serbiens, zwischen den Städten Krupanj, Loznica und Zvornik. Sie konnten sich im Sommer 1941 als führende Widerstandsbewegung in Serbien etablieren und gewannen die Initiative über die Ereignisse. Die Angriffe der Kommunisten auf Gendarmen und Polizisten der Kollaborationsregierung trafen gezielt die größten Unterstützer Mihailovićs. Zudem rebellierten einige von Tatendrang beseelte Offiziere Mihailovićs ungestraft gegen seine abwartende Politik und kämpften gemeinsam mit den kommunistischen Odreds.

### Zusammenarbeit mit den Besatzern

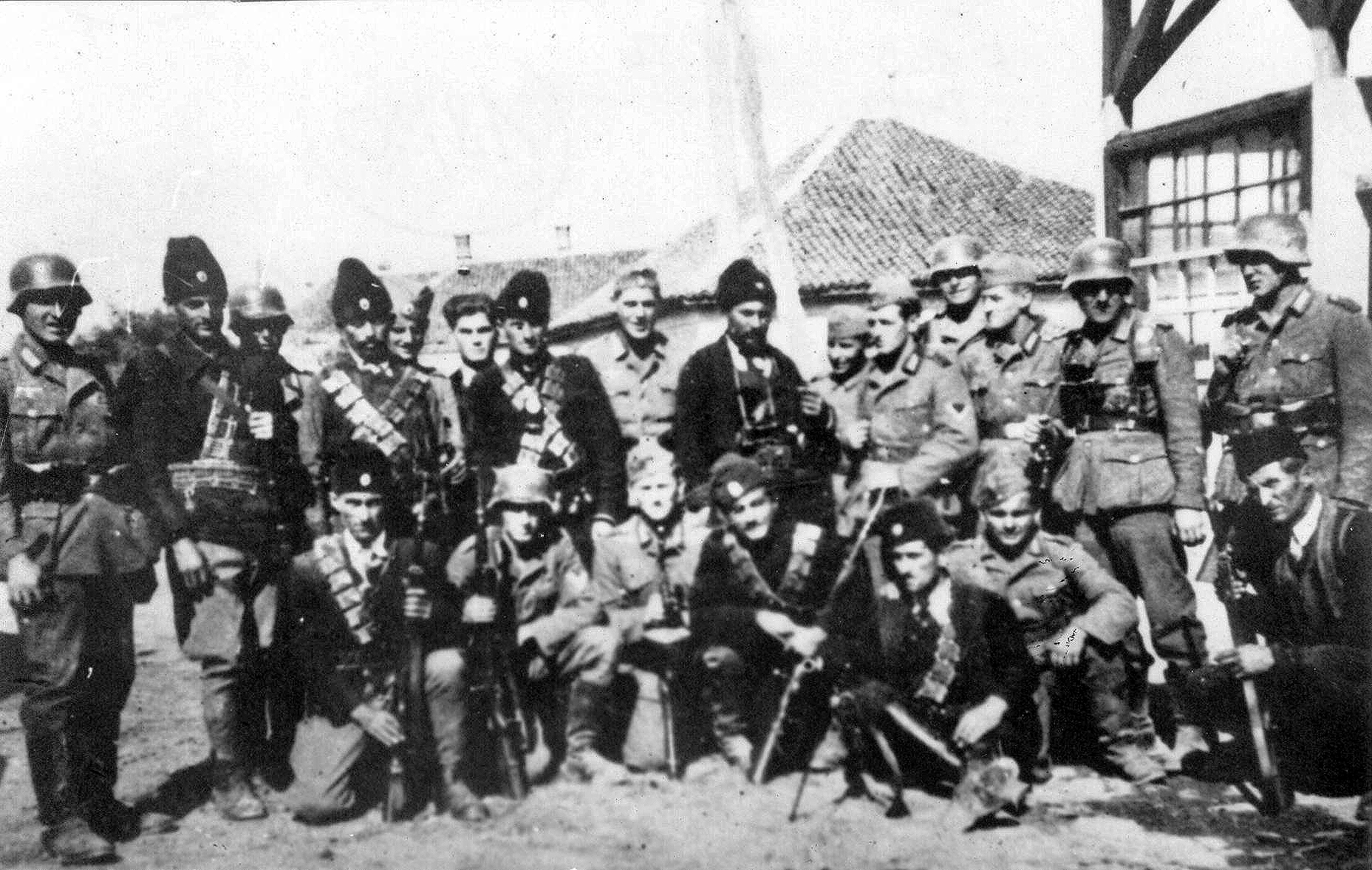
Tschetniks mit Soldaten der deutschen Wehrmacht in Serbien

Mihailović fürchtete den zunehmenden Einfluss der Kommunisten und sah in der teilweisen Zusammenarbeit mit den Besatzern das geringere Übel. Während die Tschetniks für die Vorkriegsordnung und die Kontinuität des Königreichs Jugoslawien in Anlehnung an den Westen standen, traten die jugoslawischen Kommunisten für grundlegende Umwälzungen in der Gesellschaft nach dem Vorbild der Sowjetunion ein. Die Kommunisten waren mit der Propaganda erfolgreich, dass Mihailović sich bloß für einen Widerstandskämpfer ausgebe, während die kommunistischen jugoslawischen Partisanen die Hauptlast des Kampfes gegen die Besatzungsmächte trugen. Zudem richteten die Partisanen in den befreiten Gebieten nationale Befreiungsräte ein.
Hinzu kam, dass Mihailović von den Alliierten meist nur symbolisch unterstützt und später fallen gelassen wurde. Während Großbritannien anfangs die Exilregierung des nach London geflohenen serbisch-jugoslawischen Königs Petar II. unterstützte, schwenkte es im Laufe des Krieges um, und belieferte die kommunistischen Tito-Partisanen mit Waffen. Dieser Umstand spielte der deutschen Propaganda in die Hände, die behauptete, dass Churchill Serbien den Bolschewiki „zum Fraß vorgeworfen“ habe. Folglich könne nur der Sieg Deutschlands die Unabhängigkeit Serbiens garantieren.
Während eine seiner Formationen mit den Partisanen kämpfte, unterhielt Mihailović Beziehungen zur Kollaborationsregierung Nedić und wurde von ihr mit Geld und Waffen unterstützt. Viele von Mihailovićs Tschetniks konnten als Gendarmen der Kollaborationsregierung untertauchen und versuchten bis zuletzt, unter Hinweis auf ihre antikommunistische Tätigkeit einen legalen Status zu erlangen. Gleichzeitig versuchte Mihailović, mit dem berüchtigten Wehrmacht-General Franz Böhme in Verbindung zu treten. Böhme lehnte sein Bündnisangebot jedoch ab und bestand auf einer bedingungslosen Kapitulation samt vollständiger Entwaffnung.
Zwischen dem deutschen und italienischen Oberkommando gab es heftige Meinungsverschiedenheiten über den Umgang mit Tschetniks in Bosnien und Kroatien. Der italienische General Mario Roatta betrachtete die Tschetniks als potenzielle Verbündete, die im Kampf gegen die kommunistischen Partisanen wertvolle Dienste leisteten, und stellten ihnen ab Mitte 1942 offiziell mit Waffen und Munition zur Verfügung. Gleichzeitig war Italien daran interessiert, ein Gegengewicht zu dem von Deutschland beherrschten Ustascha-Regime aufzubauen. Hitler und die deutsche Militärführung betrachteten die Tschetniks dagegen als „großserbische Kampfeinheiten“, die sich bei einem alliierten Angriff auf den Balkan auf die feindliche Seite schlagen würden, und drängten auf ihre Entwaffnung. Schließlich einigte man sich darauf, die Tschetniks im Rahmen der bevorstehenden Militäroperation „Weiß“ zu entwaffnen, bei der die kommunistischen Partisanen Anfang 1943 vernichtet werden sollten. Da der Kampf gegen die Partisanen jedoch schwieriger als erwartet verlief, behielten Tschetniks in Bosnien und Kroatien ihre Waffen bis zum Kriegsende.

### Kampf gegen die kommunistische Widerstandsbewegung

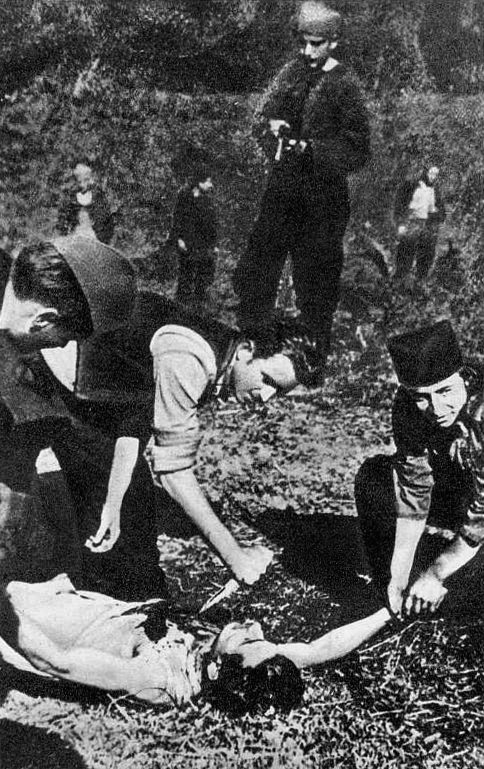
Tschetniks einer Schwarzen Troika töten einen jugoslawischen Partisan in der serbischen Region Šumadija.

Die jugoslawischen Kommunisten konnten den Widerstand von Anfang an weit erfolgreicher aufbauen. Im September 1941 hatten die Partisanen in Serbien eine große Basis und ihre militärischen Formationen fügten den deutschen Besatzern empfindliche Niederlagen zu. Sie verübten im August 1941 242 Attentate und töteten dabei 22 Wehrmachtssoldaten. Allein am 31. August 1941 verübten sie 18 Anschläge auf Eisenbahnstrecken. Sie erkämpften bereits am 21. September 1941 ein befreites Gebiet, die „Republik Užice“, in der sich eine Waffenfabrik befand, deren Produktion aufgrund der mangelnden Versorgung Mihailovićs mit Waffen und Munition zu einem Zankapfel zwischen ihm und den Kommunisten werden sollte. Den Kommunisten gelang es trotz häufiger Angriffe der Luftstreitkräfte die Waffenproduktion in Užice aufrechtzuerhalten.
Zu Beginn des Krieges arbeiteten Tschetniks und Kommunisten noch teilweise zusammen, aber die Lage änderte sich, als Tito und Mihailović bei einem Treffen im Dorf Brajići am 26. Oktober 1941 keine Einigung über den weiteren Verlauf des Widerstands erzielen konnten. Ab diesem Zeitpunkt bekämpften sich die beiden Bewegungen erbittert. Eine Rolle dabei spielte, dass Mihailović mit britischer Unterstützung rechnete und einen Kompromiss um jeden Preis als nicht notwendig erachtete.
Am 2. November 1941 führten Verbände von Mihailović einen Angriff gegen die Partisanenhochburg Užice durch. Die „Befreiung“ von Užice wurde ursprünglich gemeinsam koordiniert. Da die Kommunisten als erste in Užice eindrangen und ihrerseits die „Sozialistische Republik von Užice“ verkündeten, und Mihailovićs Verbänden den Einzug verweigerten, sah Mihailović das Bündnis mit den Kommunisten gebrochen und entschloss sich zu einem Angriff. Der Angriff wurde zurückgeschlagen und Mihailović entging nur knapp einem militärischen Desaster. Über den Verrat von Draža Mihailović schrieb der Stab der Volksbefreiungs-Partisanenabteilung für den Kreis Čačak am 3. November 1941: „Die Fünfte Kolonne ist wieder auferstanden. Die deutschen Agenten, Draža Mihailović, Oberstleutnant Pavlović, Dragiša Vasić, sind in letzter Stunde Hitler, Nedić und Ljotić zu Hilfe geeilt.“
General Böhme verstand es, die Situation zu nutzen und drängte die Partisanen in die Defensive. Am 20. November 1941 einigten sich Tito und Mihailović auf englischen Druck hin auf einen Waffenstillstand. In Erwartung eines deutschen Angriffes auf den Hauptstützpunkt der Partisanen in Užice forderte Tito Mihailović am 28. November 1941 noch einmal zu einer gemeinsamen bewaffneten Aktion gegen die Besatzer auf. Mihailović antwortete, dass er nicht daran denke, sondern bessere Bedingungen für einen Kampf abwarte.
Zur selben Zeit hatten sich einige Tschetnik-Kommandanten mit ihren Truppen, zusammen etwa 2.000 Mann, laut der Kommunisten mit Zustimmung von Mihailović, dem Befehl von General Nedić unterstellt. Diese Truppen kämpften wenige Tage später auf der Seite der Deutschen gegen die Partisanen. Ende November gelang es General Böhme, verstärkt durch eine deutsche Division und begünstigt durch die Haltung von Mihailović, den militärischen Widerstand der Partisanen zu brechen. Die Partisanen flüchteten im Dezember 1941 über den einzigen noch offenen Rückzugsweg, in das von Italien besetzte Montenegro und in die Herzegowina, die offiziell zu Kroatien gehörte. Mit dem Rückzug aus Serbien nach Montenegro und Herzegowina, später nach Bosnien, war die Partisanenarmee für Jahre aus Serbien vertrieben. Erst im Sommer 1944 gelang es ihr wieder, in Serbien Fuß zu fassen und es gemeinsam mit der Roten Armee im Herbst/Winter 1944 zu befreien.

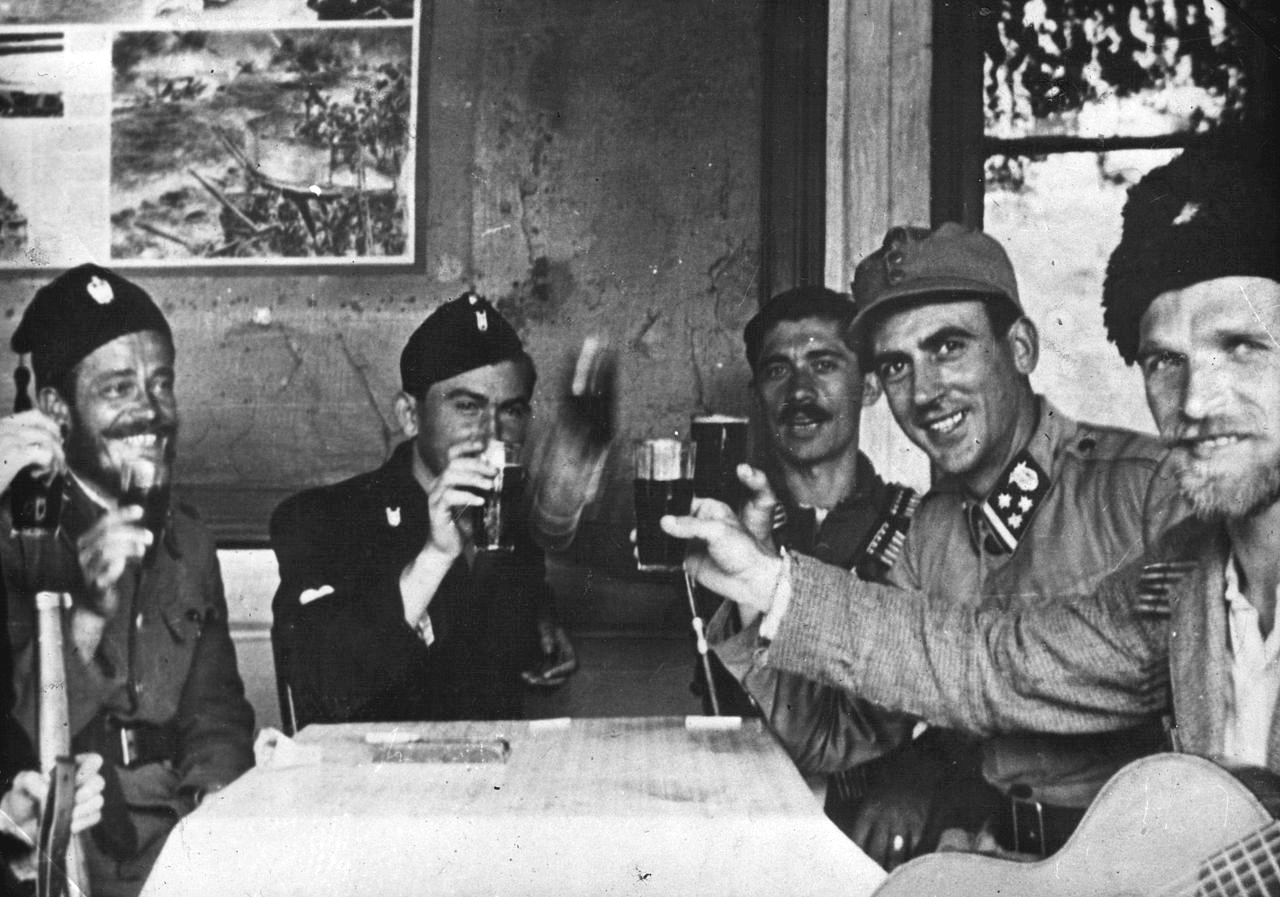
Tschetnik-Wojwode Uroš Drenović (1. v. l.) und weitere Tschetniks, bei einer gemeinsamen Feier mit einem Offizier der Ustascha (2. v. l.) und der kroatischen Armee (4. v. l.) im Jahr 1942.

Der Schulterschluss von Tschetniks, Ustašas, italienischen und deutschen Verbänden trug somit wesentlich zum Fall der Republik Užice am 29. November 1941 bei und beeinträchtigte die militärischen Bestrebungen der jugoslawischen Partisanen bis 1944 schwer.
Am 7. Dezember 1941 beförderte der im Exil weilende jugoslawische König Peter II. Karađorđević Mihailović in den Rang eines Brigadegenerals und ernannte ihn zum Führer der „Jugoslawischen Armee im Vaterland“ (Jugoslovenska vojska u otadžbini, JVUO). Damit gehörte er offiziell der Londoner Exilregierung als Kriegsminister an.
Gefangene Partisanen und übergelaufene Tschetniks wurden üblicherweise auf der Stelle getötet. Viele von ihnen wurden regelrecht geschlachtet, indem man ihnen die Kehlen durchschnitt. Andererseits gingen die Partisanen mit der gleichen Härte gegen echte und vermeintliche Tschetnik-Sympathisanten vor.
Die Partisanen hatten sich nach ihrer militärischen Niederlage und ihrem Rückzug aus Serbien im bosnisch-kroatischen Grenzgebiet festgesetzt und hielten in der Stadt Bihać den ersten Kongress der Kommunistischen Partei Jugoslawiens ab, an dem laut Sitzungsprotokoll alle Völker des künftigen Jugoslawien teilnahmen und ihren Willen zum Kampf gegen die Besatzer bekundeten.

### Kriegsverbrechen
Während des Krieges verübten auch Tschetnik-Verbände zahlreiche Kriegsverbrechen an serbischen, kroatischen, albanischen und bosnischen Zivilisten. Aus Briefen und Dokumenten verschiedener Tschetnik-Führer geht hervor, dass sie unter anderem in betrunkenem Zustand Dörfer angezündet und zahlreiche Sympathisanten und Unterstützer der Partisanen erschossen und zu Tode geprügelt haben.
In Bosnien-Herzegowina und im dalmatinischen Hinterland kooperierten die Tschetniks zunächst mit den Partisanen und kämpften gegen die kroatischen Ustascha, die zahlreiche Massaker an der dort lebenden serbischen Bevölkerung verübten. Der Blutrausch der Ustascha nahm solche Ausmaße an, dass sich die deutsche Militärverwaltung sogar veranlasst sah, etwas dagegen zu unternehmen, weil die Grausamkeiten den deutschen Plänen letztlich mehr schadeten als nutzten. Das Reichssicherheitshauptamt schilderte die Lage in einem Bericht an den Reichsführer SS vom 9. September 1942 wie folgt:

„Ohne den Zuzug der von der Ustascha terrorisierten serbischen Bevölkerung wäre jedoch dieser Heckenschützenkrieg (der Četniks) im Keime erstickt worden. Dass es zu ausgesprochenen Aufständen kam, ist zu einem erheblichen Teil auf den Terror der Ustascha zurückzuführen.“

Der bekannteste Verband um die Stadt Knin in Norddalmatien war die sogenannte „Dinarische Tschetnik-Division“ unter dem Befehl des serbisch-orthodoxen Priesters und Woiwoden Momčilo Đujić. Dieser kollaborierte mit der italienischen Besatzungsmacht und seine Einheit war für das Massaker von Gata am 1. Oktober 1942 verantwortlich, bei dem Zivilisten getötet wurden, weil sie mit den Tito-Partisanen sympathisierten. In anschließenden Massakern der Tschetniks, die sich bis zum 5. Oktober 1942 in Dugopolje, Kotlenica, Dubrava, Donji Dolac, Ostrvica, Čisla, Zvečanje und Srijane ereigneten, wurden 120 Frauen, Kinder und Alte oft bestialisch ermordet. Das lokale Komitee der Kommunistischen Partei Kroatiens für Mitteldalmatien berichtete darüber am 4. Oktober 1942:

„[…] die Tschetniks brannten die Ortschaften nieder, plünderten und schlachteten jede Person, die sie in die Hände bekamen. […] Die Grausamkeiten können schwer geschildert werden. Alles, was es nicht schaffte zu entkommen, wurde getötet. Die Frauen und Mädchen wurden vergewaltigt; ihre Brüste abgeschnitten, wie auch andere Teile ihres Körpers. Es sind meist ältere Menschen unter den Getöteten, aber auch viele Kinder. Viele kranke und hilflose Menschen verbrannten in brennenden Häusern. Die Mehrheit der Ermordeten wurden mit Messern getötet und hatte meistens durchgeschnittene Kehlen. Alle Arten von Szenen; ein Kind in den Händen seiner Mutter, beide geschlachtet. An manchen Plätzen große Haufen Ermordeter, 10 bis 15 Leichen an der selben Stelle.“

Bereits wenige Monate zuvor hatten Tschetniks beim Massaker im Zabiokovlje kroatische Zivilisten ermordet, katholische Priester gehäutet und Hauser geplündert und niedergebrannt.
Beim Massaker in Foča und Umgebung (1943) ermordeten Tschetniks 9.200 Bosniaken, darunter 8.000 Zivilisten (überwiegend Alte, Frauen und Kinder).
In einem deutschen Bericht vom 10. Februar 1943 aus der muslimischen Gemeinde Bukovica heißt es:

„Am 5.2. des Jahres haben Cetnici die Gemeinde Bukovica angegriffen... und etwa 500 Männer, Frauen und Kinder verbrannt. […] Es wurden Mädchen gefunden, die man nach erfolgter Vergewaltigung gepfählt hatte […] Im Dorfe Strazice wurde die Leiche des Hadschi Tahirovic gefunden, dem man die Haut von den Kniekehlen über den Rücken und Kopf auf die Brust gezogen hatte.“

### Niedergang

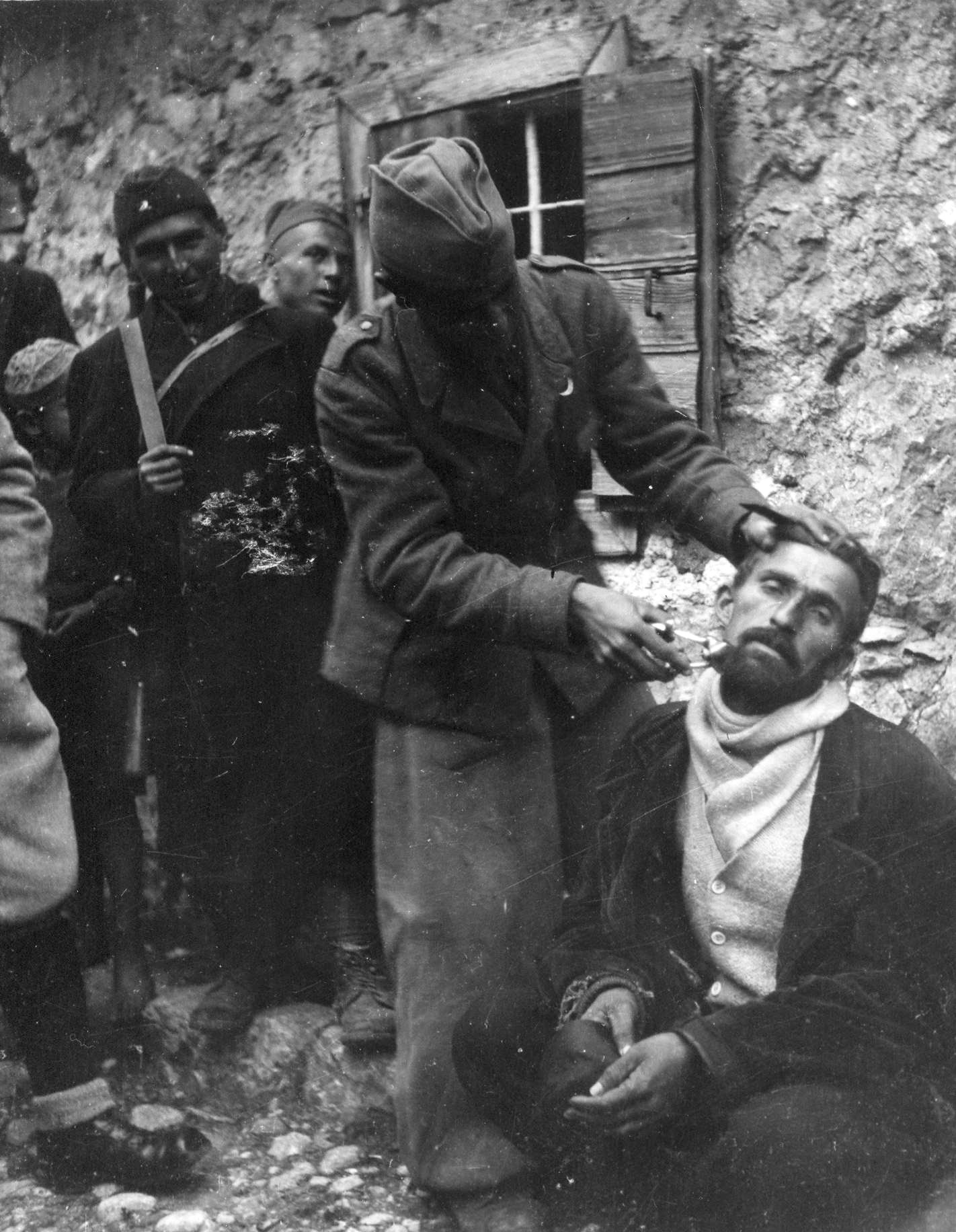
In Boan (Montenegro) schneidet ein Tito-Partisan einem gefangenen Tschetnik, der freigelassen werden soll, die Bart- und Kopfhaare. In Anlehnung an einen serbisch-orthodoxen Brauch trugen viele Tschetniks lange Bärte, um damit ihre Trauer um das besetzte serbische Königreich auszudrücken. (1943).

Die Alliierten entsandten militärische und nachrichtendienstliche Beobachter, um die Lage in Jugoslawien zu erkunden und sich von der Kollaboration der Tschetniks mit den Achsenmächten zu überzeugen. Hinzu kamen der politische Druck der Sowjetunion und Erfolge der Kommunisten in Jugoslawien, so dass die Alliierten 1943 auf der Konferenz von Teheran den Tschetniks die Unterstützung entzogen und die jugoslawischen Partisanen unter der Führung von Tito als Verbündete akzeptierten. Die Gesamtstärke der JVUO in Serbien betrug zu diesem Zeitpunkt offiziell 12.000 bis 15.000 Mann. Angesichts der politischen und militärischen Entwicklung wurden die Tschetniks bis 1944 dezimiert, viele Angehörige wechselten die Seite und liefen zu den Partisanen über.
1945 sagten sich einige Anführer der JVUO von Mihailović los und gründeten in Istrien, gemeinsam mit den slowenischen Domobranci, unter deutscher Protektion die „Jugoslawische Nationalarmee“ (nicht zu verwechseln mit der Jugoslawischen Volksarmee der Tito-Partisanen), die aber nie zum Einsatz kam. Die Soldaten der Nationalarmee wurden nach dem Kriegsende von den Briten entgegen anderer Zusage an die Tito-Partisanen ausgeliefert, die meisten wurden anschließend in den Wäldern um Bleiburg von diesen ermordet bzw. laut offiziellem Sprachgebrauch „liquidiert“.
Dragoljub Draža Mihailovićs Tschetniks wurden Mitte Mai 1945 bei den Quellen der Flüsse Drina und Neretva endgültig geschlagen. Mihailović konnte ein letztes Mal entkommen und versteckte sich bis Mitte März 1946 in Bosnien, wo er schließlich vom kommunistischen Geheimdienst OZNA festgenommen wurde. Er wurde in einem 5-tägigen Schauprozess wegen Kollaboration mit den Besatzern zum Tode verurteilt und am 18. Juli 1946 in Belgrad durch Erschießung hingerichtet. Seine Leiche wurde an einem geheimen Ort vergraben. Aufgrund des Berichts eines Augenzeugen der Erschießung aus dem Jahr 2005 gilt das Geheimnis um Mihailovićs Hinrichtungs- und Grabstätte als gelüftet.

## Jugoslawienkriege
Unter dem Namen und der Symbolik der Tschetniks kämpften während der Jugoslawienkriege in den 1990ern serbische Freischärler in Kroatien und Bosnien, von denen sich einige wegen Völkermord, Verbrechen gegen die Menschlichkeit und Kriegsverbrechen vor dem Internationalen Strafgerichtshof für das ehemalige Jugoslawien verantworten mussten.
Vojislav Šešelj, der zwischen 2003 und 2014 in Den Haag inhaftierte Führer der Serbischen Radikalen Partei, führte den Titel „Vojvoda“, der ihm 1989 in den USA von Momčilo Đujić, einem Tschetnik-Führer aus dem Zweiten Weltkrieg, verliehen wurde. Der Titel wurde Šešelj jedoch am 9. Dezember 1998, anlässlich der Bildung einer Koalitionsregierung aus Šešeljs Radikalen und Miloševićs Sozialisten, entzogen. Bei dieser Gelegenheit bat Đujić das „serbische Volk um Vergebung“ dafür, dass er mit der Ernennung Šešeljs einen Fehler gemacht habe, Šešelj habe sich „zum Glaubensbruder und Mitarbeiter Miloševićs“ entwickelt.

## Rehabilitierung und Gedenken in Serbien

### Jährliche Kundgebungen auf Ravna Gora

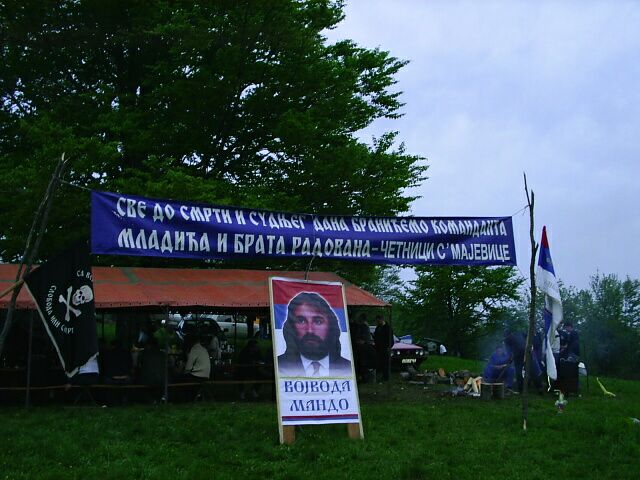
Veranstaltung von Tschetnik-Anhängern auf Ravna Gora. Zwischen Tschetnik-Totenkopffahne und serbischer Nationalflagge ein Plakat mit dem Konterfei von Mitar Maksimović (1963–2002). Dieser bosnisch-serbische Milizenführer wurde 1993 vom serbischen Nationalisten Vojislav Šešelj zum Tschetnik-Wojwoden ernannt.

Der Parteigründer der Serbischen Erneuerungsbewegung und spätere serbische Außenminister Vuk Drašković und seine Frau Danica versuchten am Jahrestag der Gründung der Ravna-Gora-Bewegung, den 13. Mai 1990, zu Ehren von Draža Mihailović einen medienwirksamen Besuch auf Ravna Gora zu veranstalten. Sie wurden jedoch von Einheiten des Innenministeriums mit Gewalt daran gehindert. Motiviert durch diesen Vorfall findet seither auf Ravna Gora jährlich im Mai ein Aufmarsch von Tschetnik-Anhängern, Monarchisten und proserbischen Nationalisten aller Länder statt, der in einer Abschlusskundgebung endet. Dabei wird in Reden der antifaschistische Kampf von Tschetniks beschworen und das kommunistische Regime angeprangert. Drašković, der sich erfolgreich für die Legalisierung der Tschetnik-Bewegung einsetzt, besuchte die Kundgebungen häufig und hielt dort auch mehrere Reden. Die jährlichen Aufmärsche wurden von den Behörden zunächst widerwillig und später immer offener toleriert. 1992 wurde auf Ravna Gora eine Statue Draža Mihailovićs errichtet, 1996 wurde dort eine Kirche gebaut, später auch ein Museum.
Auch sonst lässt sich seit den 1990ern in Serbien ein Trend zur Rehabilitierung von Tschetniks feststellen, der in Schulbüchern wie in Medien betrieben wird. Nach Jahrzehnten der offiziellen Dämonisierung und Unterdrückung von Tschetniks durch das kommunistische Regime Jugoslawiens erwachte eine Gegenbewegung, die Tschetniks als antifaschistische Opfer der Kriegswirren darstellt, die aus strategischen Gründen von den Briten verraten und von den Sowjets militärisch überrollt wurden. In diesem Zusammenhang wird auch die US-amerikanische Auszeichnung Mihailovićs mit dem Orden „Legion of Merit“, der ihm 1948 posthum für die Rettung von 432 US-amerikanischen Piloten verliehen wurde, betont.

### Rechtliche Gleichstellung mit Tito-Partisanen
Am 21. Dezember 2004 beschloss das serbische Parlament auf Antrag der Serbischen Erneuerungsbewegung Draškovićs in einer dringenden Sitzung eine Gesetzesänderung, mit der Tschetniks den Tito-Partisanen rechtlich gleichgestellt wurden. Der Beschluss erfolgte mit 176 Stimmen bei 24 Gegenstimmen und 13 Enthaltungen. Tschetniks und ihre Angehörigen erhielten dadurch das Recht auf eine Kriegspension und andere Vergünstigungen. Der Grund für diesen Vorstoß sei der Wunsch nach der „Gleichstellung aller antifaschistischen Bewegungen“. Da viele Kriegsteilnehmer bereits tot sind, habe der Beschluss vor allem einen symbolischen Wert, so Vojislav Mihailović, Vizepräsident des Parlaments und Enkel von Draža Mihailović.
Der serbische Vereinsbund der Kämpfer des Volksbefreiungskrieges (SUBNOR, Savez udruženja boraca Narodnooslobodilačkog rata) und die Menschenrechtsorganisation „Helsinki Committee for Human Rights in Serbia“ haben die Gesetzesänderung empört aufgenommen. Aus ihrer Sicht wurden die Tschetniks damit trotz zahlreicher Morde an Partisanen und ihren Sympathisanten für die Kollaboration mit Hitler belohnt. Es sei ein Mythos, dass Tschetniks im Zweiten Weltkrieg bloß glücklose Antifaschisten und Widerstandskämpfer gewesen wären.
Auch in Kroatien und in großen Teilen Bosniens war der Beschluss Anlass für scharfe Kritik. Der kroatische Präsident Stjepan Mesić äußerte etwa, die Tschetniks könnten nicht im Nachhinein zu Antifaschisten deklariert werden.
In Kroatien ist die Zurschaustellung etwa der Symbolik der Tschetnik-Bewegung ebenso wie die der Ustascha-Bewegung unter Strafe gestellt.
Nur in Slowenien sind die „Domobranci“ mit Tito-Partisanen gleichgestellt.